# Sempronia de haereditate Attali
La lex Sempronia de haeriditate Attali va ser la llei per la que l'herència del rei Àtal III de Pèrgam, que havia deixat les seves possessions al poble romà, era acceptada. Roma va considerar que li havia llegat el regne però dels termes del testament només es dedueix el llegat dels béns privats del rei. La República Romana va incorporar tot el regne a les seves possessions. La llei establia repartiments de terres pels ciutadans, segons les pautes establertes per la llei Sempronia agraria, i determinava el repartiment d'eines i mitjans per conrear la terra.